# Gernot Jochheim
Gernot Jochheim (* 1942) ist ein deutscher Historiker, Pädagoge und Autor.
Er studierte Politikwissenschaft, Geschichte, Pädagogik, Germanistik und Kunstgeschichte in Köln und Berlin und hat seine Studien abgeschlossen mit dem Diplom in Politologie, dem Staatsexamen und der Promotion zum Dr. phil. mit der Arbeit: „Antimilitaristische Aktionstheorien, Soziale Revolution und Soziale Verteidigung – Zur Entwicklung der Gewaltfreiheitstheorie in der europäischen antimilitaristischen und sozialistischen Bewegung 1890–1940, unter besonderer Berücksichtigung der Niederlande.“

Im Rahmen der Arbeit an seiner Dissertation lernte er im Mai 1975 den damals 75-jährigen Arthur Lehning kennen, mit dem er bis zu dessen Tod im Jahre 2000 freundschaftlich verbunden blieb. 1986, organisierte Jochheim in Zusammenarbeit mit der Internationale der Kriegsdienstgegner/innen (IDK) eine Veranstaltung im Libertäre Forum in West-Berlin mit Arthur Lehning. Das Thema war anarchistische Theorie und Praxis im Antimilitarismus. 

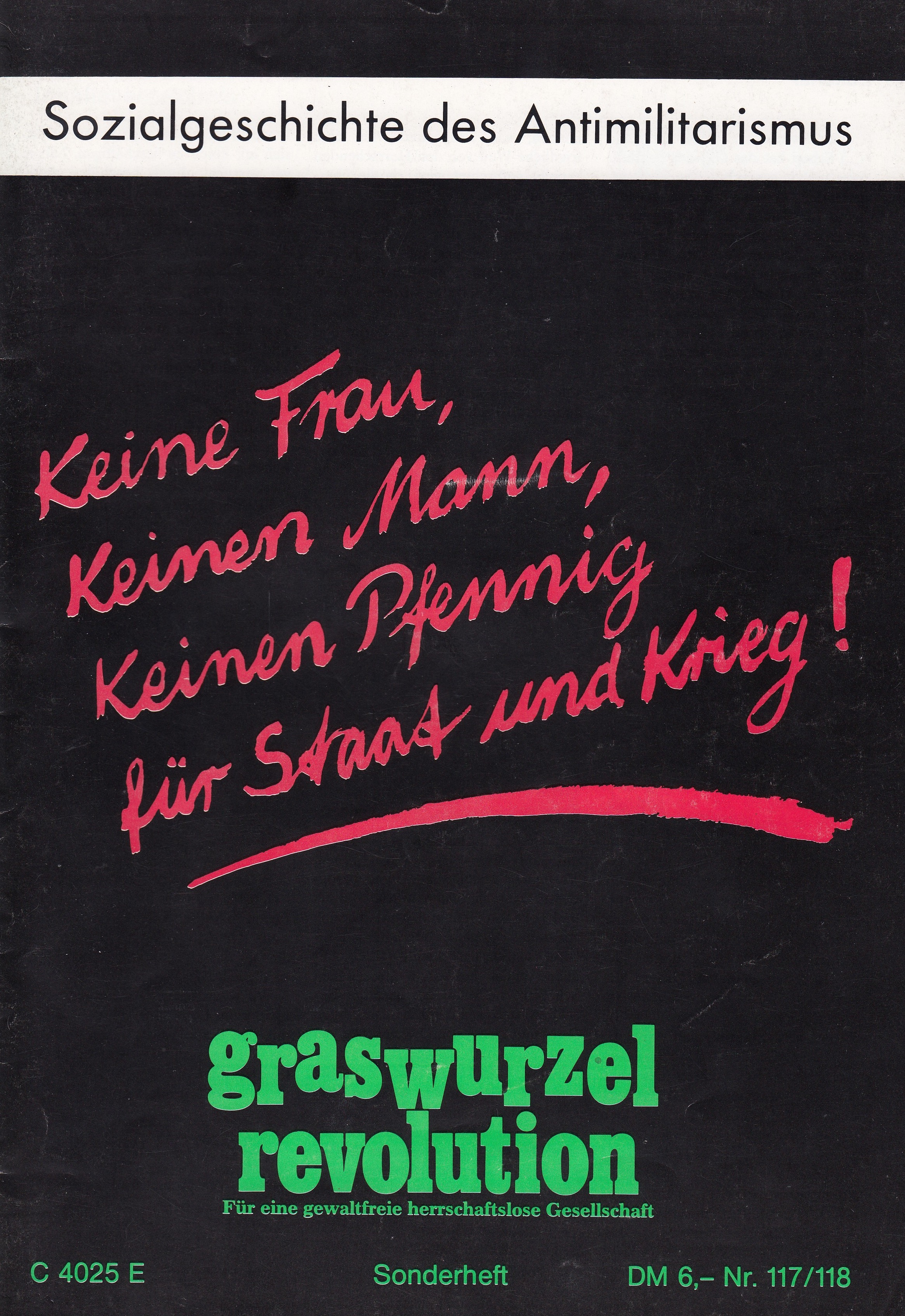
Zeitschrift Graswurzelrevolution 1987

 Auf dem Hintergrund dieser Beziehung entstand 1987 das Sonderheft der Zeitschrift „Graswurzelrevolution“, Nr. 117/118, zur Sozialgeschichte des Antimilitarismus „Keine Frau, keinen Mann, keinen Pfennig für Staat und Krieg!“. Jochheim war Mitglied der Redaktion.
Die Theorie, Praxis und Sozialgeschichte der Gewaltfreiheit waren in verschiedenen thematischen Arbeitsphasen Gegenstände seines – anhaltenden – Engagements. Ab Oktober 1969 war er für drei Jahrzehnte Mitherausgeber und Redakteur der Zeitschrift „Gewaltfreie Aktion. Vierteljahreshefte für Frieden und Gerechtigkeit“. Seit über vier Jahrzehnten ist er Mitglied im Versöhnungsbund.
Mit seinen Forschungen und Publikationen zur Theorie und Praxis der gewaltfreien Konfliktaustragung hat er den Arbeitsbereich „Friedensforschung“ an der FU Berlin mitgestaltet. Seine Publikationen zu den gewaltlosen Protesten gegen die Deportation von Juden in der Berliner Rosenstraße im Februar/März 1943 haben die Aufmerksamkeit auf ein durch die traditionelle historische Forschung unbeachtetes Widerstandsgeschehen gelenkt. Mit seinem Buch „Länger leben als die Gewalt. Der Zivilismus als Idee und Aktion“ (1986) hat er den von Egbert Jahn 1970 in die Diskussion gebrachten Begriff zu vertiefen gesucht. Zudem schrieb er Jugendbücher zur Geschichte der gewaltfreien Konfliktaustragung.
Über drei Jahrzehnte war Jochheim als Lehrer an einer Haupt- und Realschule in der Berliner Gropiusstadt sowie einige Jahre am Pädagogischen Zentrum Berlin tätig. Dabei lagen Schwerpunkte seiner Arbeit auf der Unterstützung von Lernenden und Lehrenden bei der Praktizierung gewaltfreier Konfliktbearbeitung und Konfliktaustragung sowie bei der Entwicklung von Erinnerungskultur in der Schule.

## Veröffentlichungen
- Antimilitarismus und Gewaltfreiheit. Die niederländische Diskussionen in der internationalen anarchistischen und sozialistischen Bewegung 1890–1940. Hrsg. Wolfram Beyer, Verlag Graswurzelrevolution, Heidelberg 2021, ISBN 978-3-939045-44-1.
- Der 18. März in der deutschen Demokratiegeschichte, BpB, Bonn 2014. Online:  abgerufen am 27. Januar 2023
- Der Berliner Alexanderplatz, Ch. Links, Berlin 2006, ISBN 978-3-86153-391-7.
- „... die vielen Morde ...“ Hentrich und Hentrich, Teetz 1999, ISBN 978-3-933471-09-3.
- Frauenprotest in der Rosenstraße Berlin 1943. „Gebt uns unsere Männer wieder“, Berlin: Hentrich & Hentrich Verlag. 1. Auflage 1993, ISBN 978-3-89468-066-4.
  - Frauenprotest in der Rosenstraße Berlin 1943. Berichte, Dokumente, Hintergründe, Berlin: Hentrich & Hentrich Verlag. Erweiterte Neuausgabe 2002, ISBN 978-3-933471-26-0.
- Antimilitaristische Aktionstheorien, Soziale Revolution und Soziale Verteidigung – Zur Entwicklung der Gewaltfreiheitstheorie in der europäischen antimilitaristischen und sozialistischen Bewegung 1890–1940, unter besonderer Berücksichtigung der Niederlande. Frankfurt/Main 1977. ISBN 3-88129-070-2 (Dissertation).